# Евангелическая церковь Аугсбургского вероисповедания в Словакии
Евангелическая церковь Аугсбургского вероисповедания в Словакии (словац. Evanjelická cirkev augsburského vyznania na Slovensku) — лютеранская община Словакии, вторая по величине христианская деноминация в стране. Церковь насчитывает около 370 тыс. прихожан, объединённых в 327 приходов, что составляет 7 % словацкого населения. ЕЦАВ владеет 591 действующими церквями и молитвенными домами. Приходы объединены в 14 сениоратов (пробства) и 2 дистрикта (епархии). Высшая административная власть принадлежит конвентам на местах и синоду в центре.
История протестантизма в Словакии берёт своё начало в 1610 году, когда в Жилине была основана первая община. К концу века большинство населения страны было уже протестантами, однако затем началась Контрреформация. Только в 1848 году была реализована политика веротерпимости. К 1922 году относится время оформления Словацкой лютеранской общины, выделившейся из Венгерской церкви Аугсбурского исповедания. В 1948 году коммунистическое правительство сковало деятельность церкви.
В настоящее время верующие этой церкви составляют большинство населения в Миявском районе в западной Словакии.

## Организация
Руководящими органами всей церкви являются Генеральный пресвитериум (Generálne presbyterstvo) и Президиум (Predsedníctvo). Надзор за деятельностью церкви осуществляется генеральным епископом, за работой церковных округов следят окружные епископы (dištriktuálny biskup), за работой сеньоратов — сеньоры (словац. senior). Генеральный епископ и 2 окружных епископа образуют коллегию епископов (Zbor biskupov). Церковным законодательством ведает Синод (Synoda), созываемый на свои сессии по мере надобности Генеральным пресвитериумом. В функции Синода входят рассмотрение вероучительных положений, решение вопросов церковного устройства и ординаций (рукоположения священнослужителей). Все церковные должности являются выборными, причём пасторы и епископы избираются пожизненно. Базовой ячейкой в Словацкой евангелической церкви является церковная община (Cirkevný zbor). Общины объединяются в сеньораты, а сеньораты образуют 2 округа: Восточный и Западный.
Общины
Дела общины решаются общим собранием (zborový konvent), а также церковным советом (Zborové presbyterstvo). Совет образует президиум (zborové predsedníctvo) в составе двух человек: пастора (farár) и инспектора (zborový dozorca) (из мирян).
Сениораты
Органами сеньоратов являются ассамблеи (seniorálny konvent), советы (Seniorálne presbyterstvo) и их президиумы (Seniorálne predsedníctvo).
Округа
Органами округов являются конвенты (Konvent), пресвитериумы (Presbyterstvo) и президиумы (Predsedníctvo).

## Церковная жизнь
В новое время церковь выпустила сборник песнопений, служебник и перевод Библии на словацком языке. Практикуются молодёжные богослужения.